# سيغالي ليوناردو
سيغالي ليوناردو (بالإسبانية: Leonardo Sigali) (28 مايو 1987 في إيطاليا - ) هو لاعب كرة قدم أرجنتيني في مركز الدفاع. شارك مع منتخب الأرجنتين تحت 20 سنة لكرة القدم. أما مع النوادي، فقد لعب مع غودوي كروز ونادي دينامو زغرب ونادي فياريال ونادي لانوس ونويفا شيكاجو.

## روابط خارجية
- سيغالي ليوناردو على موقع الاتحاد الأوربي (الإنجليزية)
- سيغالي ليوناردو على موقع إي إس بي إن إف سي (الإنجليزية)
- سيغالي ليوناردو على موقع قاعدة بيانات كرة القدم.إي يو (الإنجليزية)
- سيغالي ليوناردو على موقع Soccerbase.com (لاعب) (الإنجليزية)
- سيغالي ليوناردو على موقع Soccerway.com (الإنجليزية)
- سيغالي ليوناردو على موقع عالم كرة القدم.نت (الإنجليزية)
- سيغالي ليوناردو على موقع AS.com (الإسبانية)